# 6688 Donmccarthy
6688 Donmccarthy è un asteroide della fascia principale. Scoperto nel 1981, presenta un'orbita caratterizzata da un semiasse maggiore pari a 3,1088168 au e da un'eccentricità di 0,1726049, inclinata di 4,82938° rispetto all'eclittica.
L'asteroide è dedicato all'astronomo statunitense Donald W. McCarthy.